# Bisdorf (Borne)

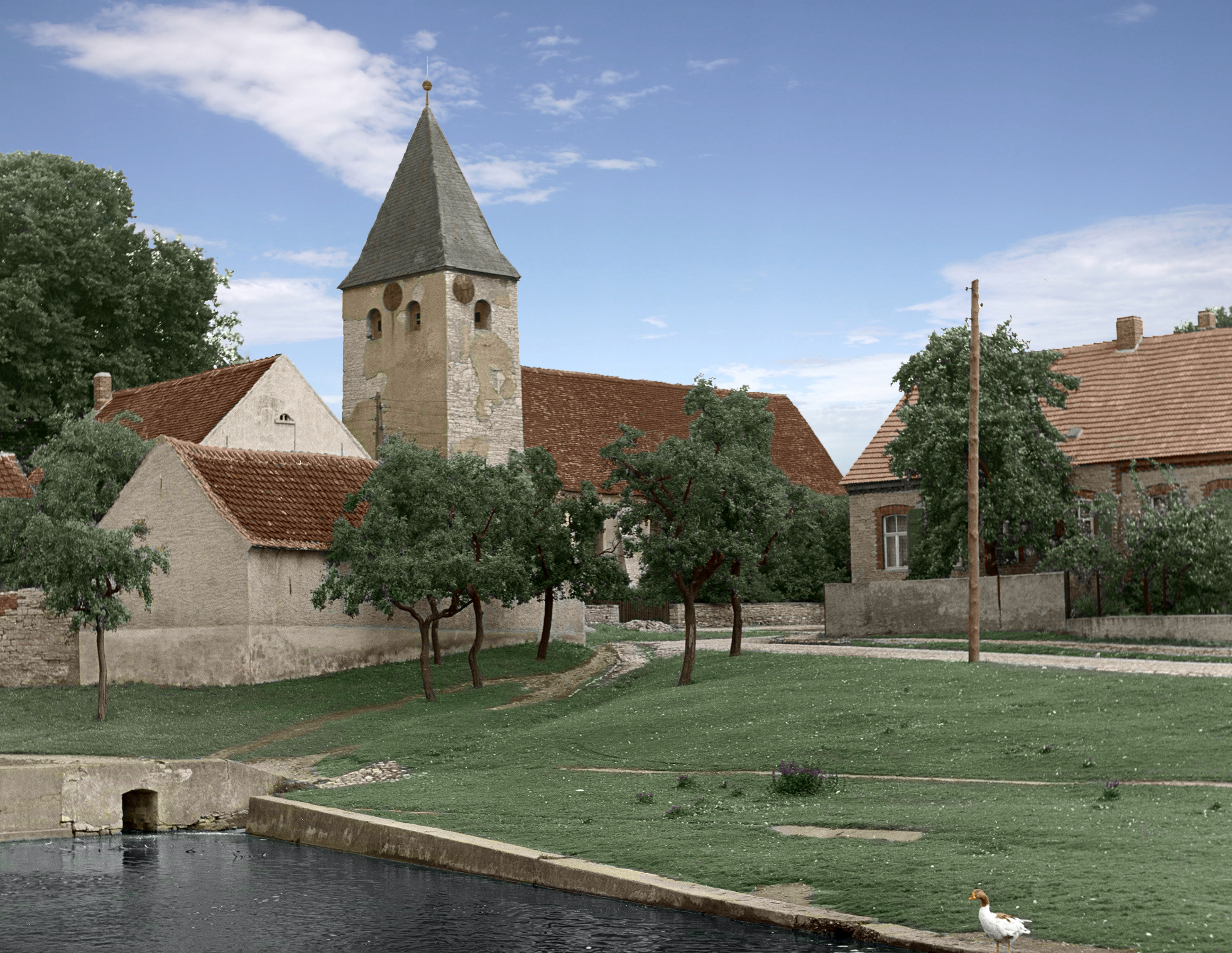
Das Bild zeigt die Kirche St. Sebastian mit Teich in Bisdorf, ca. 1960er Jahre.

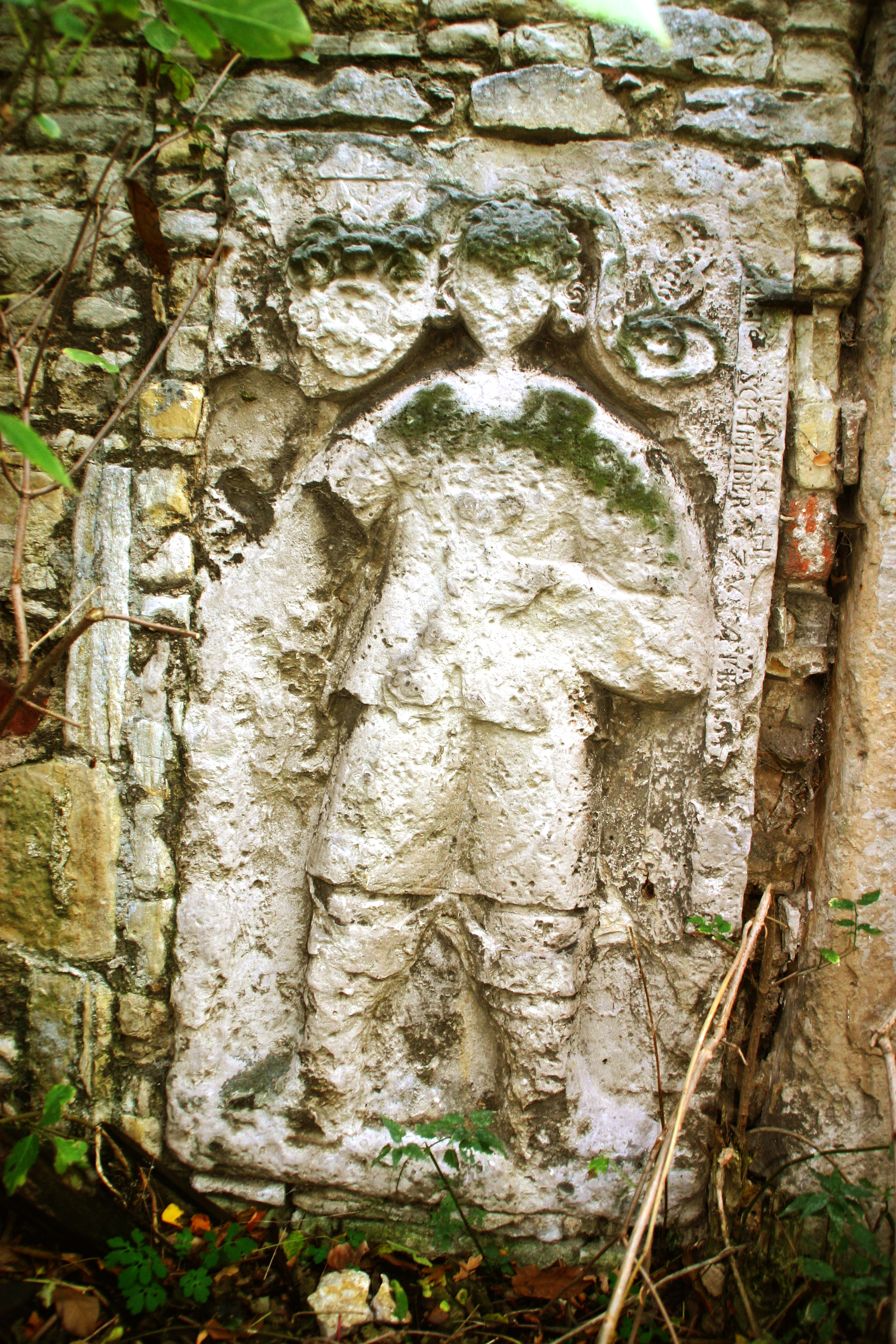
Bildgrabsteinplatte des David Philipp Günter von 1658

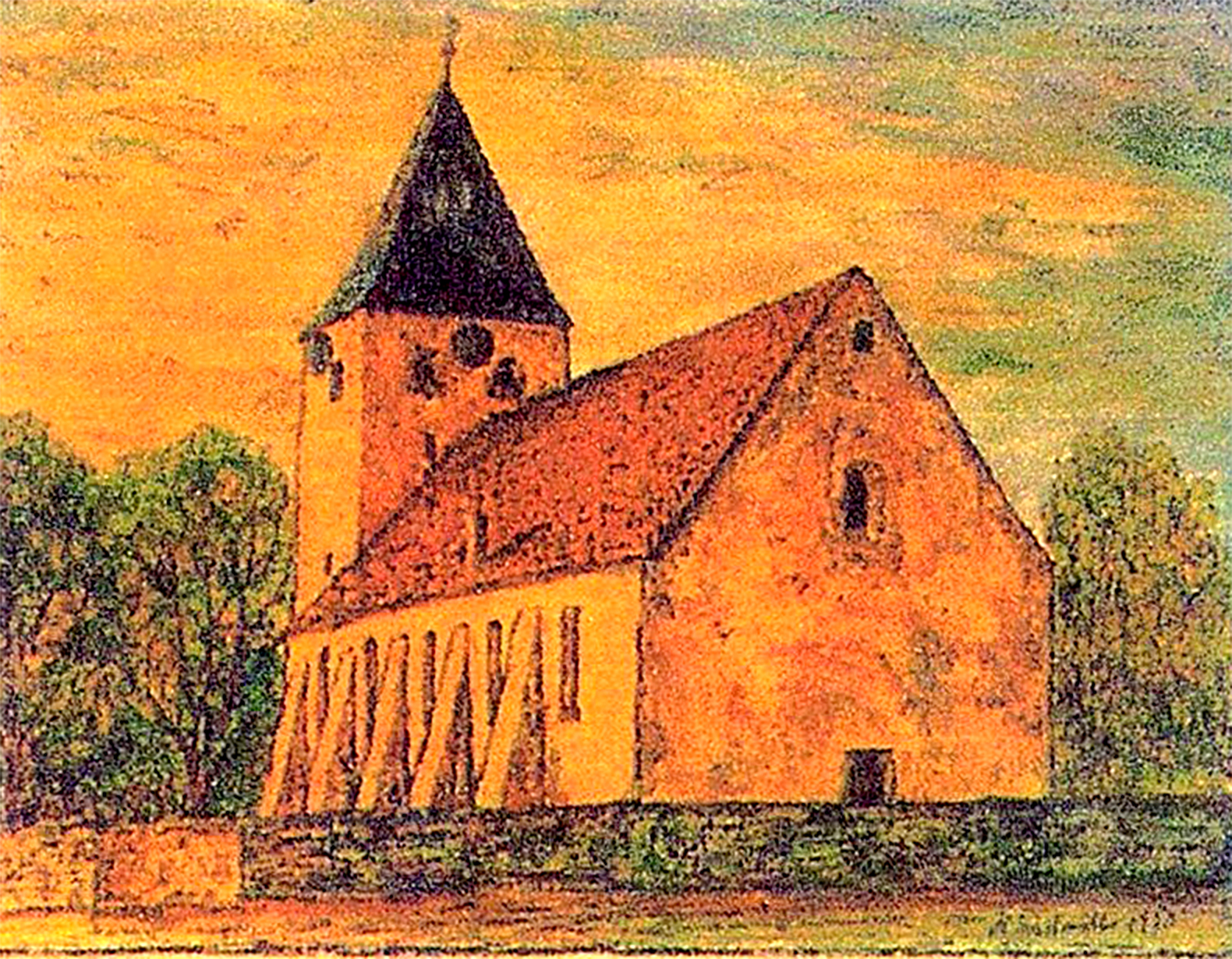
Kirche St. Sebastian in Bisdorf, gemalt von Hans Riethmüller (Digitalisat)

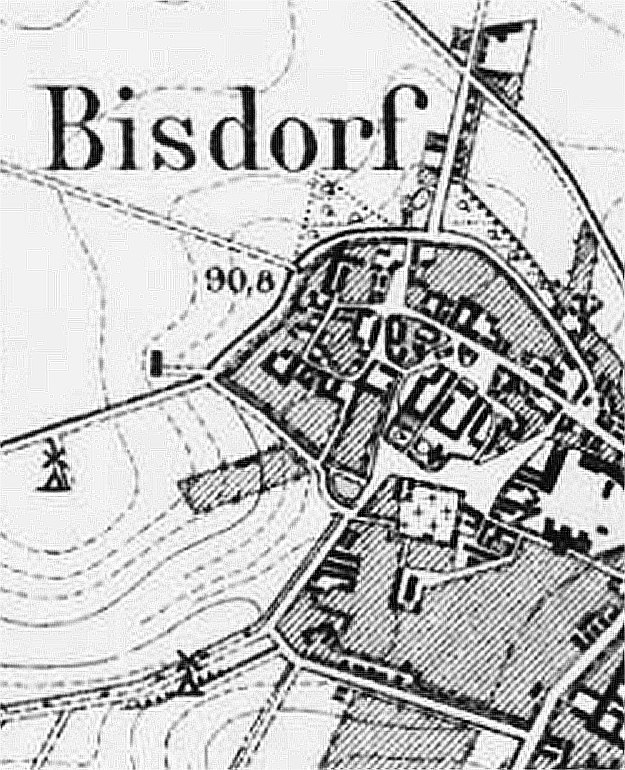
Bisdorfer Mühlenstandorte auf Kartenausschnitt von 1926

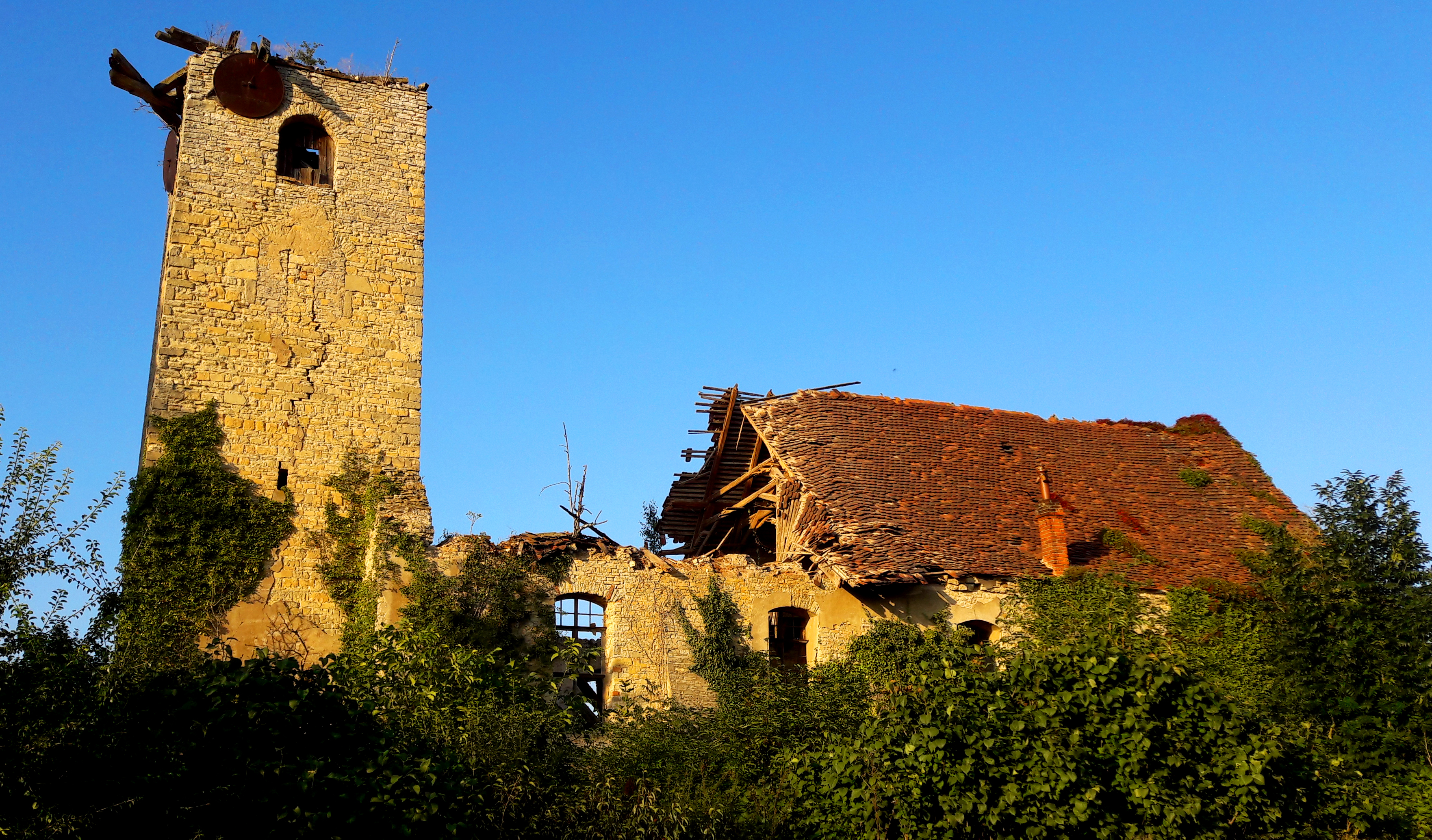
Kirchenruine St. Sebastian in Bisdorf, 2021

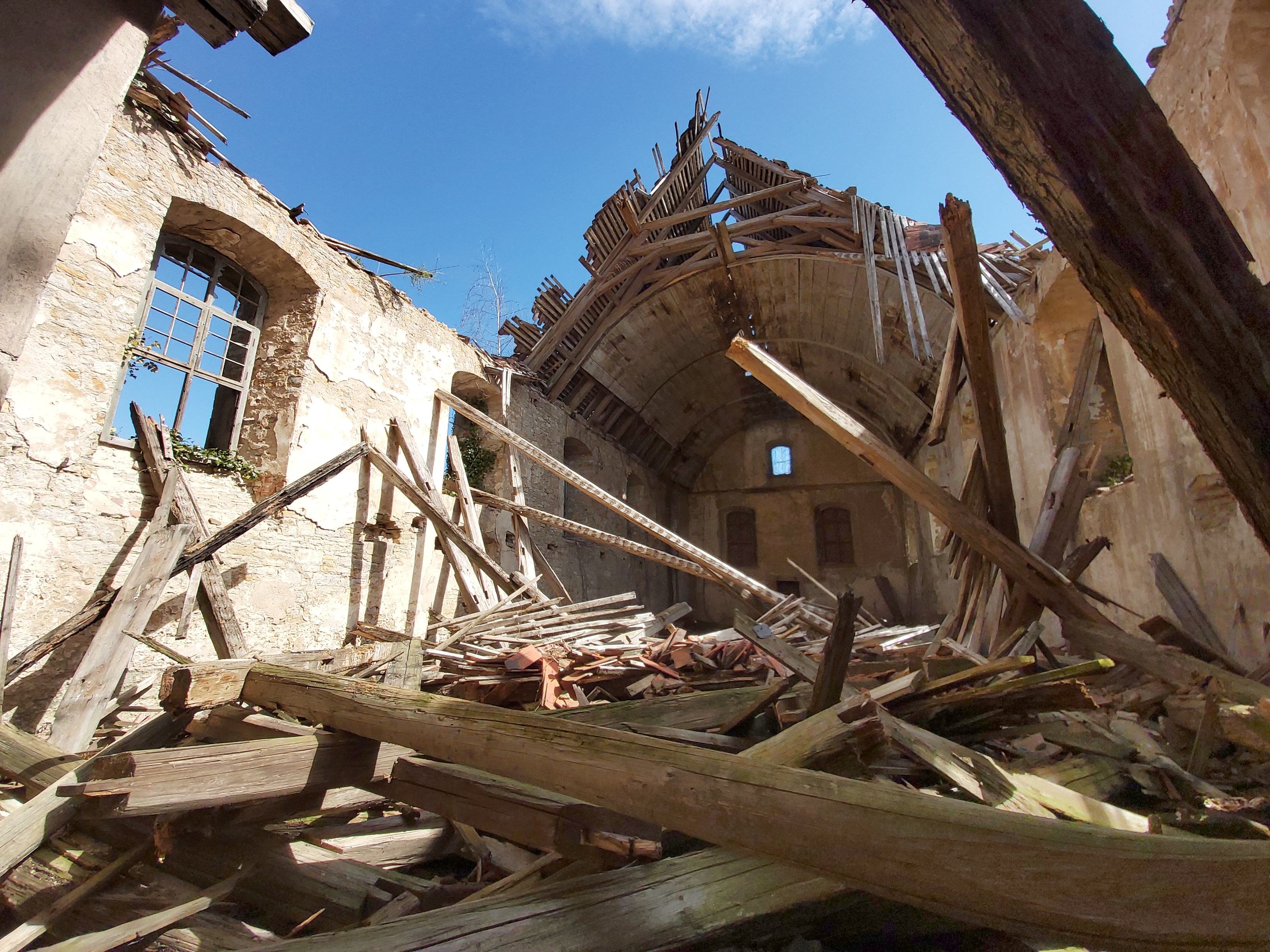
Kirchenruine St. Sebastian in Bisdorf, 2022

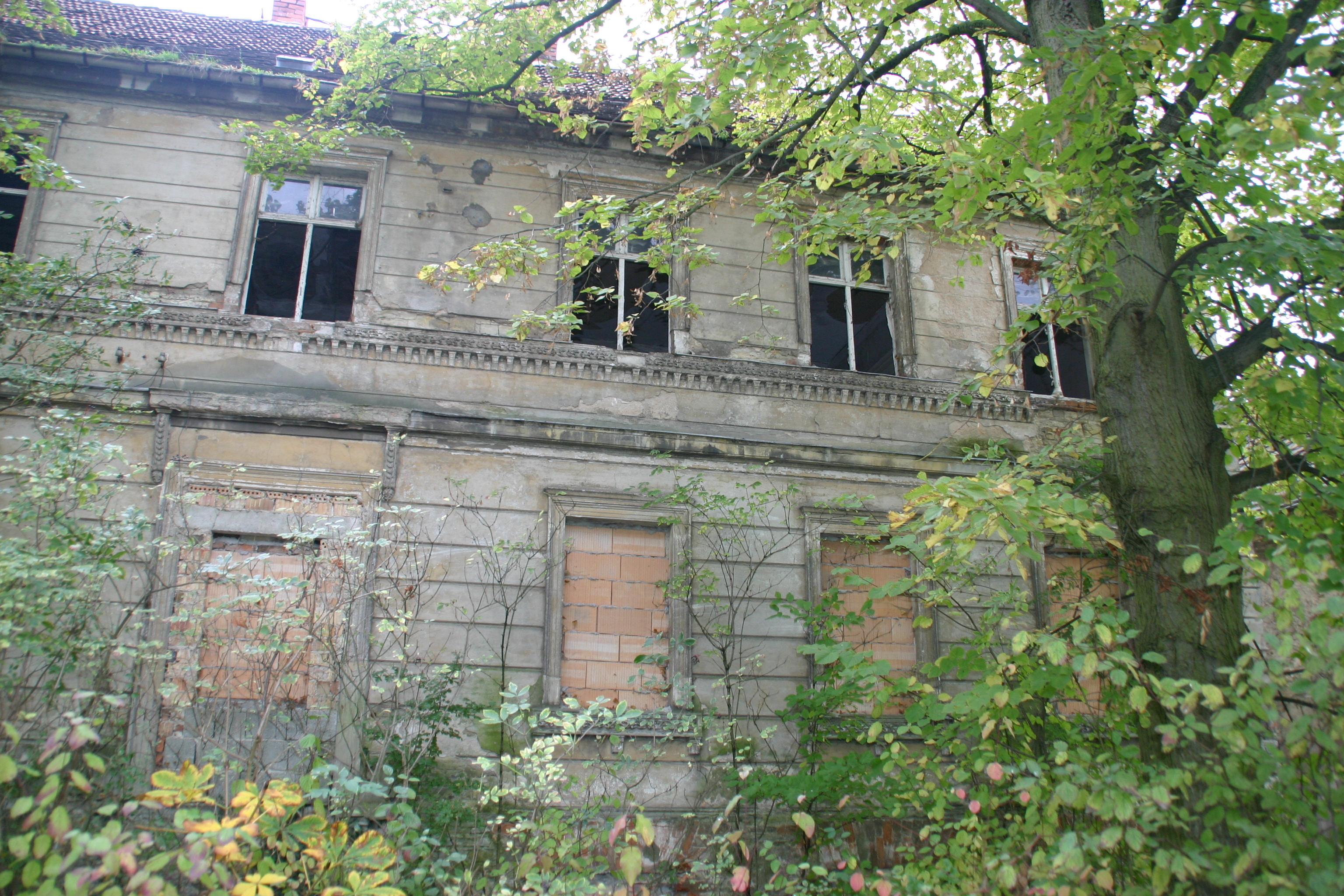
Unsaniertes Hauptgebäude der Richterhöfe in Bisdorf Okt. 2006

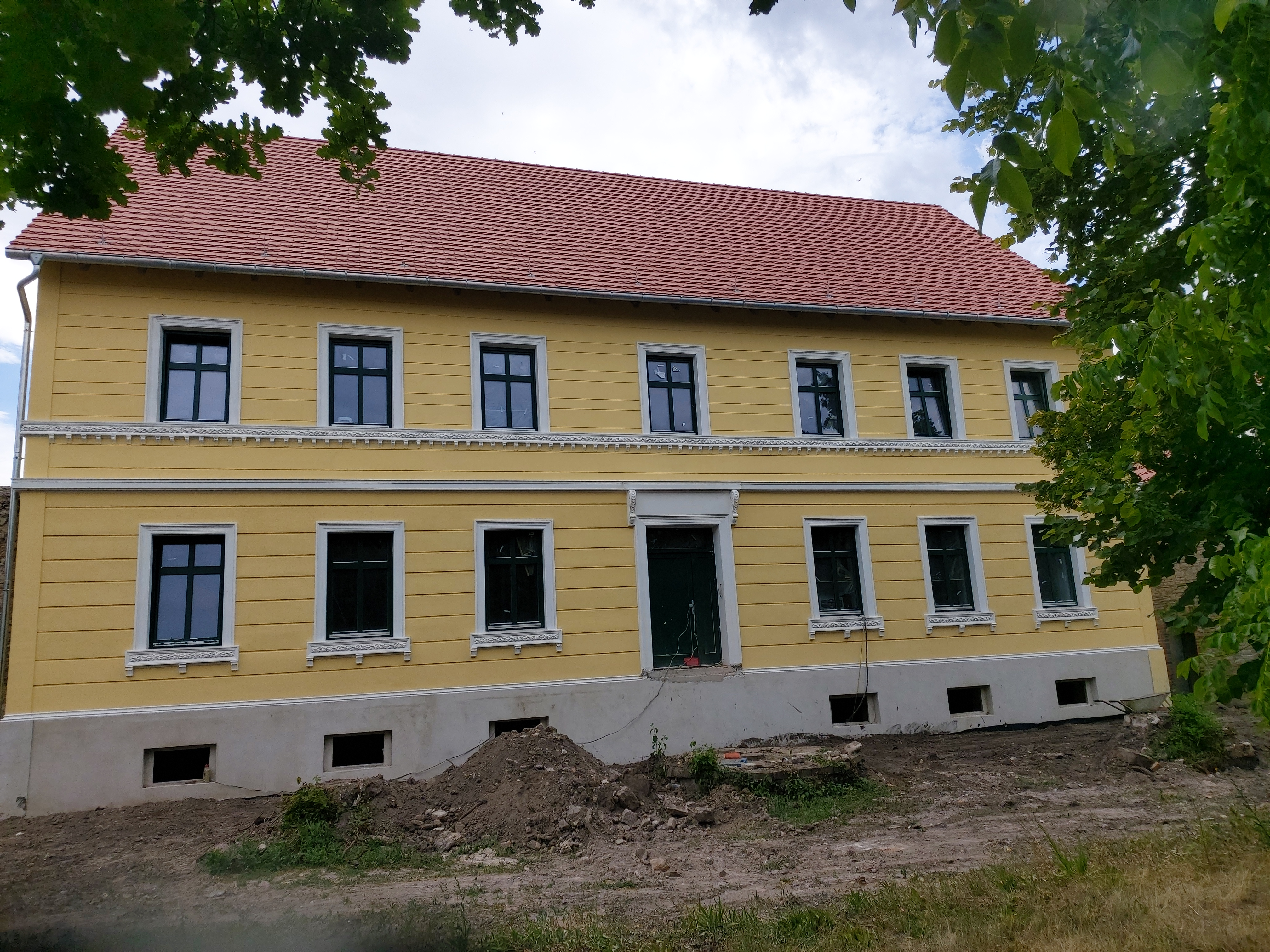
Saniertes Hauptgebäude der Richterhöfe in Bisdorf Juni 2025

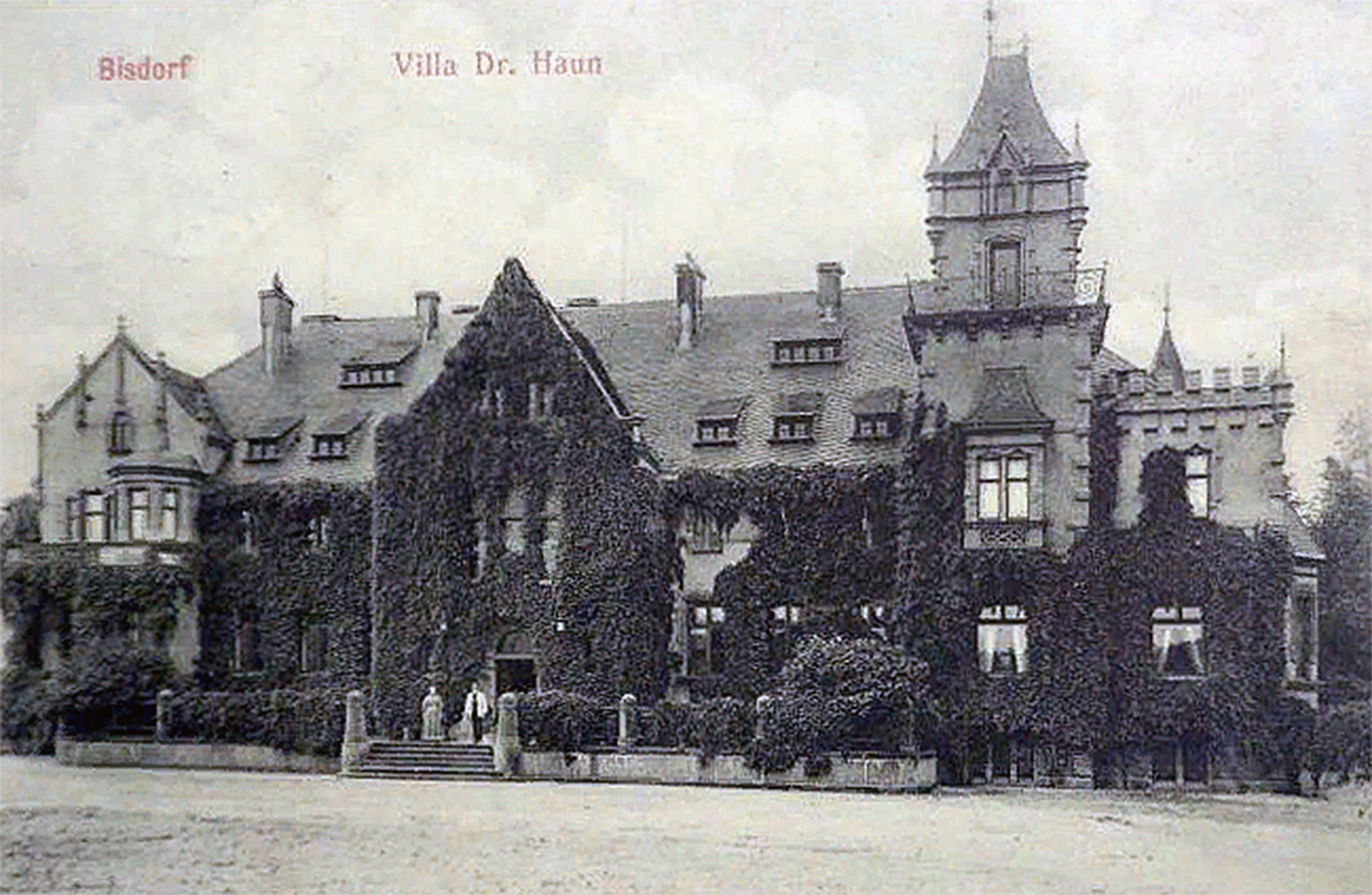
Ursprünglicher Zustand der Villa von Dr. Haun in Bisdorf (Kreis Calbe a.S.) 1905

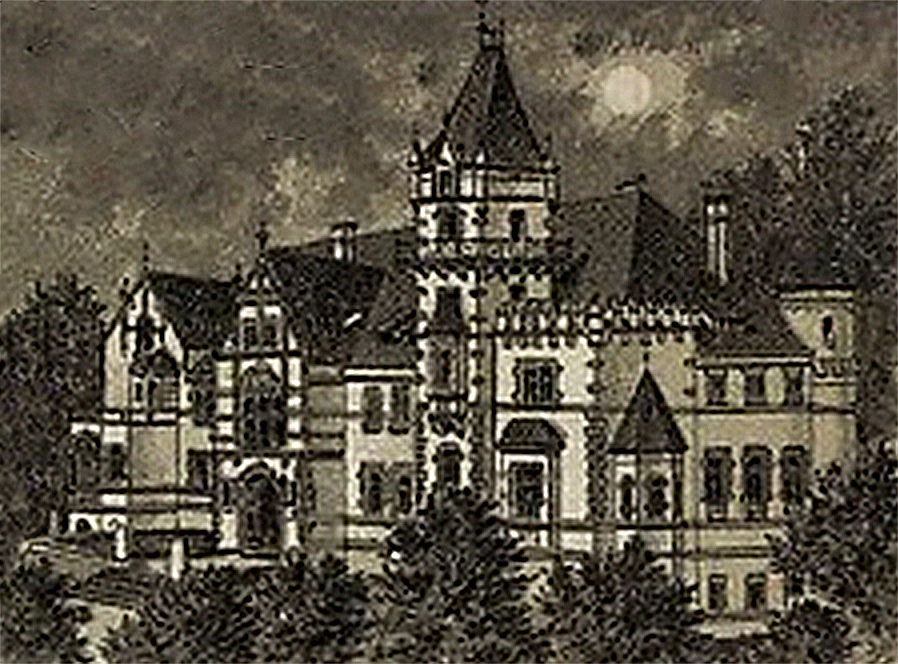
Originaler Zustand der Villa von Dr. Haun in Bisdorf (Kreis Calbe a.S.) 1905

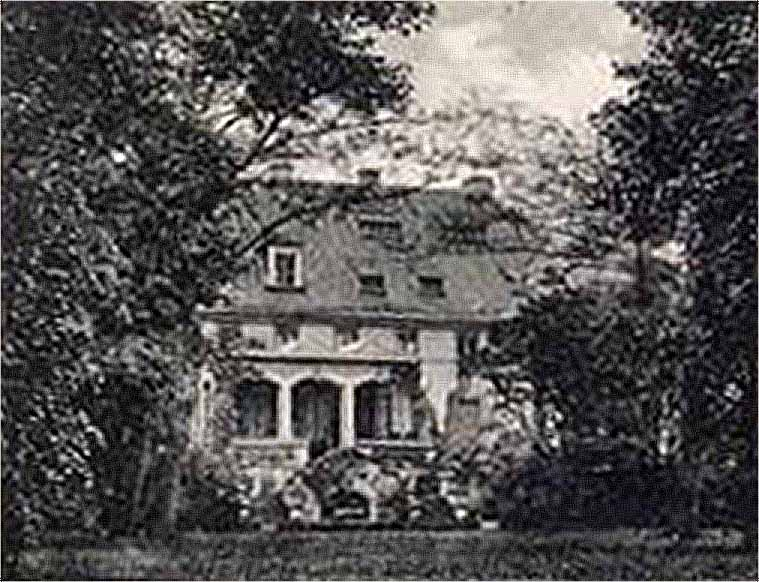
Villa Haun Gartenseite in Bisdorf (Landkreis Calbe a.S.)

Bisdorf ist ein Ortsteil der Gemeinde Borne in der Magdeburger Börde und war zuvor  eine selbständige Ortschaft dörflichen Charakters.
Im Zentrum Bisdorfs stehen die Kirche St. Sebastian (mittlerweile ruinös) mit romanischem Turm und barockem Kirchenschiff sowie der im Stil des Historismus erbaute Gutshofkomplex Richterhöfe aus dem Jahr 1843.
Von ausnehmender Pracht und für die Region herausragendes Beispiel des Historismus war die Villa von Dr. Martin Haun (erbaut um 1898), zu der auch eine bis heute geschützte Parkanlage in Bisdorf gehört.
Der heutige Name Bisdorf entwickelte sich aus der ursprünglichen Bezeichnung Biscopesthorp und bedeutet „Dorf des Bischofs“. Dies legt nahe, dass es durch einen solchen im Laufe des 9. oder 10. Jahrhunderts missioniert wurde (mehr dazu unter Geschichte).
Bisdorfs Entwicklung war eng mit der nahegelegenen Kleinstadt Nalpke (heute eine Wüstung) sowie dem Nachbarort Borne verflochten. Mithin unterlag Bisdorf den wechselvollen Herrschaftsstrukturen und damit verbundenen Rahmenbedingungen kultureller, wirtschaftlicher sowie demografischer Entwicklung des Römisch-Deutschen Reiches in Europa.

1937 verlor Bisdorf nach über einem Jahrtausend seine Eigenständigkeit und wurde ein Ortsteil der Gemeinde Borne, heute eingebunden im Salzlandkreis von Sachsen-Anhalt in der Bundesrepublik Deutschland.

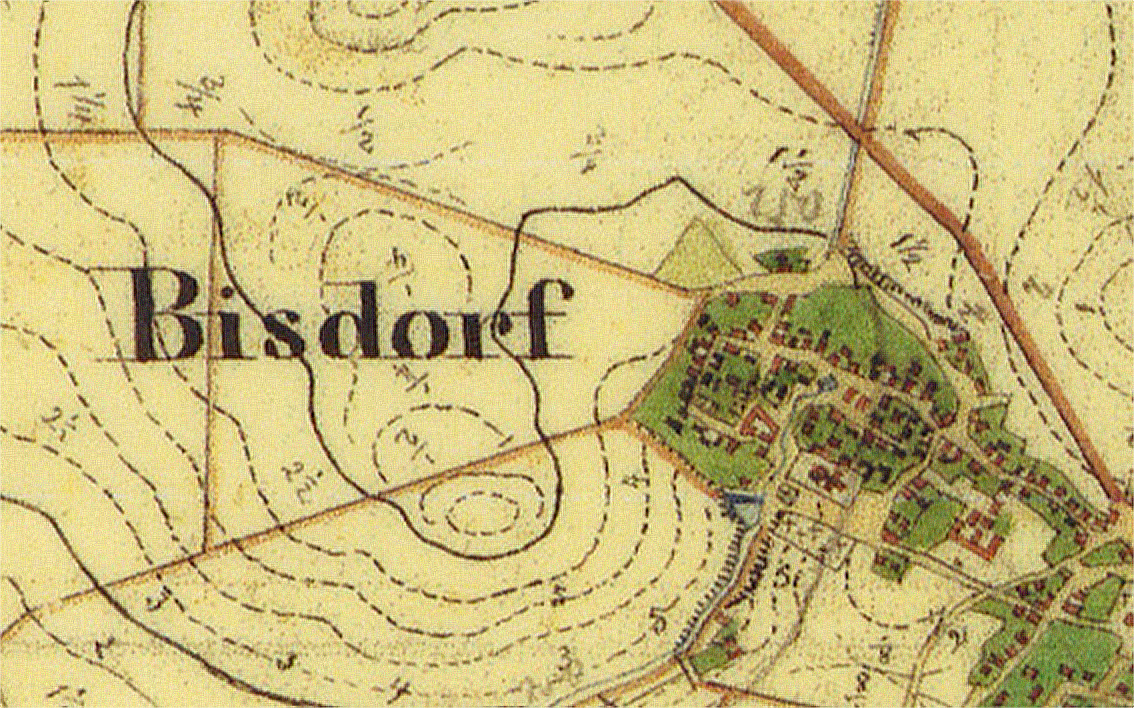
Bisdorf aus vergrößertem Auszug der Karte von 1852

## Lage und Verkehrsanbindung
Bisdorf befindet sich ca. 20 km (Luftlinie) südlich von Magdeburg und liegt nordwestlich von Borne, welches sich siedlungstechnisch nahtlos direkt an Bisdorf anschließt.
Nordöstlich von Bisdorf verläuft die Kreisstraße K 1224 und südöstlich die Landesstraße L 69.
Am Ortsrand, südöstlich der Kirche St. Sebastian liegt die Quelle der Bisdorfer Röte, die weiter südlich (bei Unseburg) in die Bode mündet.

## Administrativ-Territoriale Zuordnung im geschichtlichen Verlauf
Für die Zeit vor 946 sind keine Dokumente überliefert. Gesichert ist Bisdorfs Zugehörigkeit seit 946 zum Holzkreis im Territorium des Erzstift Magdeburg und hier dem Benediktinerkloster des St.-Mauritius in Magdeburg.
Im 16. Jahrhundert ging es in den Besitz des St. Sebastianstift in Magdeburg über, welches damit auch das Patronat über die Bisdorfer Kirche besaß (s. u. zur Geschichte).
Nach dem Ende des Dreißigjährigen Krieges wurde im Westfälischen Frieden von 1648 das Erzstift Magdeburg als erbliches Herzogtum Magdeburg dem Kurfürstentum Brandenburg zugesprochen, mithin gehörte Bisdorf seit 1680 zum Kurfürstentum Brandenburg, dem späteren Preußen.
Die Bisdorfer Kirche verblieb vorerst weiterhin im Patronatsbereich des Magdeburger St. Sebastianstifts, welches auch für die Gerichtsbarkeit in Bisdorf zuständig blieb. Erst im Zuge der kriegerischen Eroberungen Frankreichs (Koalitionskriege) sowie der damit verbundenen Säkularisierungsprozesse wurde das St. Sebastianstift 1810 aufgelöst.
Territorial gehörte der Ort Bisdorf sodann u. a. zum Königreich Westphalen (1807–1813), anschließend wieder zum Königreich bzw. Freistaat Preußen bis zu dessen formaler Auflösung 1947. Es folgte ab 1946/47 eine Zugehörigkeit zum neu geschaffenen Land Sachsen-Anhalt, das wiederum 1952 u. a. im neuen Bezirk Magdeburg der Deutschen Demokratischen Republik aufging.
Auf Kreisebene gehörte es verwaltungstechnisch zum Landkreis Calbe a./S. (1816 bis 1950), dann zum Kreis Staßfurt (1952–1994), ab 1994 zum Landkreis Aschersleben-Staßfurt (1994–2007) und seit 2007 zum Salzlandkreis.

## Geschichte
814 bis 946 – Missionierung und älteste dokumentierte urkundliche Nennung
Siedlungsursprünge haben sicherlich bereits vor Ottonischer Zeit existiert, die älteste, noch belegte Nennung des Ortes findet sich jedoch erst für das Jahr 946, im Rahmen einer Schenkung von König Otto I. Der Name bleibt noch bis Mitte des 14. Jahrhunderts Biscopesthorp, was so viel wie Bischofsdorf heißen soll. Es finden sich im zeitlichen Verlauf weitere Schreibweisen: Byschopestorp, Bisschoppestorp, Bischoppezstorp, Bischoppesdorp (1343), Bistorpf (1650), Bischoffsdorf (1658) und schließlich Bisdorf.
In der oben genannten Schenkung von König Otto I. am 29. Januar 946, drei Tage nach dem Tod seiner ersten Ehefrau Edgith, erhält das Kloster St. Moritz zu Magdeburg verschiedene Güter im Nordthüringgau, darunter Brunem (heute Borne) und Biscopesthorp (heute Bisdorf). Die Erträge dieser Schenkung sollten zum jährlichen Gedenktag (wahrscheinlich Edgiths) als Almosen dienen.
Der historische Name Biscopesthorp, aus dem sich der heutige Name Bisdorf abgeleitet hat, bedeutet Dorf des Bischofs. Auf welchen Bischof sich dies bezieht, ist nicht dokumentiert. Dass es sich um den ersten Erzbischof von Magdeburg, den heiligen Adalbert von Magdeburg (* um 910, † 981) handelt, ist eher unwahrscheinlich. Denn das Erzbistum Magdeburg wurde erst im Jahre 968 gegründet, folglich wurde auch Adalbert erst dann Bischof von Magdeburg, also 22 Jahre nach der ersten urkundlichen Erwähnung Bisdorfs/ Biscopesthorps als ein Dorf des Bischofs. Allerdings gehörte das Gebiet des späteren Bisdorfs damals bereits schon länger zum Bistum Halberstadt.
Möglich ist daher die Gründung Bisdorfs durch die Missionierungstätigkeiten des Hildegrim von Chalons, der ab 814 in der Region um Halberstadt 35 (Pfarr-)Kirchen gegründet haben soll. Jedoch war Hildegrim nicht Bischof von Halberstadt, sondern Bischof von Châlons-sur-Marne. Am naheliegendsten scheint daher, dass sein Nachfolger Thiatgrim „Gründungsvater“ von Bisdorf war. Thiatgrim wurde 827 offiziell Bischof des Bistums Halberstadt, welches ab 902 auch die Gebiete bis zur Elbe, mithin auch den Ort Bisdorf einschloss.
Erst ab 968 gingen dann Teile des Halberstädter Bistums, so auch der Ort Bisdorf, zum Erzbistum Magdeburg über. Der romanische Turm der (heutigen) Kirchenruine St. Sebastian in Bisdorf stammt aus dieser Zeit der Missionierung und Osterweiterung.
1350 – Pestwelle in und um Magdeburg
Die erste große Pestwelle, die Europa ab 1348 mit dem schwarzen Tod überzog und ab ca. 1350 auch Magdeburg und seine Umgebung erreichte, hinterließ nicht nur die nahe Bisdorf gelegene Kleinstadt Nalpke als wüste Stätte. Überliefert ist, dass man die danach leerstehenden Häuser in Nalpke abgerissen und die Steine für Bauten in Borne und Bisdorf verwendet hat.
Reformationszeit und 30jähriger Krieg
Außer einigen Belehnungsurkunden und kirchlichen Streitigkeiten finden sich für Bisdorf nur wenige Quellen, die noch überliefert sind. Durch zahlreiche Kriege, aber auch durch Feuer sind im Laufe der über 1.000 Jahre nur wenige schriftliche Dokumente erhalten geblieben. Noch 1514 wird Bisdorfs Kirche als Filial von Borne erwähnt, der Pfarrer von Borne war damit auch zuständig für Bisdorf.
Borne wiederum gehörte zum Patronatsbereich des Kloster Unser Lieben Frauen (ULF) und wechselnd zum Domkapitel in Magdeburg.
1562, also schon während der Reformationszeit, aber noch vor der offiziellen Annahme des protestantischen Glaubens durch das St. Sebastianstift in Magdeburg im Jahr 1573, ging das Dorf Bisdorf in den Besitz des Kollegialstifts St. Sebastian in Magdeburg über, während die Kirche von Borne beim Kloster U.L.F. verblieb. Damit verbunden war auch das Patronatsrecht über die Bisdorfer Kirche beim Sebastianstift.
Das St. Sebastianstift in Magdeburg wechselte im Zuge der Reformationszeit bis 1573 zum protestantischen Glauben. Erst 1756 wird es profaniert und seit 1876 wird sie wieder von der katholischen Gemeinde genutzt. Inzwischen ist sie sogar Sitz des Kathedralkapitels des Magdeburger Erzbistums.
Einen eigenen Pfarrer erhält die Bisdorfer Gemeinde jedoch erst 1647, kurz vor Ende des Dreißigjährigen Krieges, als zunächst Johann Geisslingen Pfarrer in Bisdorf wird.
Die Verwüstungen des Krieges und vor allem der Verlust an Menschenleben war auch für Bisdorf verheerend. Das St. Sebastianstift in Magdeburg brannte im Krieg ab und musste erst wieder aufgebaut werden. Die dazu nötigen Mittel hatten u. a. die Dörfer und Kirchengemeinden des Stifts zu erbringen, so auch die wenigen verbliebenen Einwohner Bisdorfs. Hierzu ist eine Vereinbarung aus dem Jahr 1648 dokumentiert:
„Wiederherstellung von Bisdorf und die früheren Verhältnisse: nachdem sich etliche unserer Untertanen in Bisdorf wieder angefunden, klagen diese, dass wenn die übrigen sich nicht auch anfinden, sie nicht die Gebührnisse an das Seb.-Stift und überhaupt das zum Besten des Dorfes nicht leisten könnten. Seb. verfügt, dass des Dorfes Rechte festgestellt werden durch alle, welche etwas davon wissen. Man wolle sich der Angebauten annehmen, die Anderen zurückrufen, das Dorf soll nicht leer stehen, sie sollen verschont werden, bis sie sich wieder eingerichtet haben.“
Als Pfarrer Johann Geisslingen 1649 Bisdorf verließ, hat St. Sebastian die Pfarrstelle in Bisdorf mit Tilimann Comander besetzt. Comander jedoch scheint recht impulsiv und gewalttätig gewesen zu sein. Es sind entsprechende Vorfälle überliefert, wonach er im Streit u. a. eine Hebamme schlug und wegen seiner Exzesse bei den Bisdorfern wie den Bornschen unbeliebt, gar verhasst war. 1658 dann eskaliert die Situation, als Pfarrer Tilimann Comander dem Amtsschreiber David Philipp Günter aus Athensleben mit einem Messer an der Schulter verletzt, während dieser in Bisdorf Steuern eintreiben wollte. Günther verstarb kurz darauf und zu seiner Erinnerung wurde in der Außenfassade des Bisdorfer Kirchturms neben der Eingangstür im zugemauerten Rundbogen ein Bildgrabstein eingearbeitet. Der Stein ist stark verwittert, aber man kann Teile der Inschrift, wie das Wort „SCHREIBER“ sowie eine Figur mit Schriftrolle in der Hand gut erkennen.
1577 Erdbeben
Schwere Zerstörungen hinterließ das Erdbeben von 1577, welches große Teile des Marienklosters in Egeln vernichtete. Es wirkte über Bisdorf hinaus bis zur Kirche in Borne, wo es ebenfalls erhebliche Schäden verursachte. Möglicher Weise ist der bis heute sichtbare Riss in der südlichen Turmwand der Bisdorfer Kirche durch das Erdbeben 1577 entstanden. Er hat auf jeden Fall schon existiert, als der Turm im Zuge der Umbauarbeiten 1712–1717 erhöht und verputzt wurde, da sich der Putz auch im Riss befindet.
1699 Feuer in Bisdorf
Überliefert ist u. a. auch ein großer Brand in Bisdorf aus dem Jahr 1699. Pastor Prielmeyer beklagte sich demnach beim Dechant des Sebastianstifts in Magdeburg über das Sündenleben besonders im Dorfe Bisdorf. Erwähnt wird vor allem die Sonntagsentheiligung in Bisdorf durch „Saufen, Schelten, Balden, selbst die hl. Pfingstzeit sei durch Saufgelag und Spielwerk entweiht bis in die Mitternacht. An Rogate wäre beinahe Mord und Totschlag gewesen...“. Vor diesem Hintergrund hielt es der Pastor daher als eine Strafe Gottes, als am Pfingstsonntag „eine erschreckliche Feuersbrunst im Dorfe Bisdorf gewesen“ sei.
1712 bis 1717 Kirchenneubau
Ende des 17. Jahrhunderts war die aus romanischer Zeit stammende Kirche stark baufällig und auch zu klein für die damalige Gemeinde. So wurde das alte Kirchenschiff, welches auf der Westseite des Turmes stand, im Jahr 1712 abgerissen. Der romanische Turm wurde erhalten und im Zuge der Umbaumaßnahmen auch etwas erhöht, weil das neue Kirchenschiff erheblich größer und höher wurde. Dieses neue Kirchenschiff wurde dann auf der gegenüberliegenden Seite des Turms gebaut, so dass die heutige Kirche nach Osten ausgerichtet ist. Diese erhielt auch damals erst, als Bekenntnis zum damaligen Patronatsherren St. Sebastian in Magdeburg, ihren heutigen Namen St. Sebastian.
1795 Mühlenbau in Bisdorf
Nach jahrzehntelangen Streitigkeiten, in welcher Mühle die Bisdorfer ihr Mehl mahlen lassen sollten (Mahlzwang), erhielt der Ort ab 1795 dann seine eigenen (Wind-)Mühlen. Diese sind in der Karte aus dem Jahr 1905 noch eingezeichnet, inzwischen aber abgerissen. Sie lagen südlich von Bisdorf, am noch heute nach ihnen benannten Mühlenweg.

## Bauwerke
In der Liste der Liste der Kulturdenkmale in Borne (bei Staßfurt) sind für Bisdorf sieben Kulturdenkmale aufgeführt, darunter
- die Ruine der einstigen St.-Sebastian-Kirche sowie
- der seit einigen Jahren in Sanierung befindliche Gutshofkomplex Richterhöfe
- der Gutspark der einstigen Villa Dr. Haun

Kirchenruine St. Sebastian
Die St.-Sebastian-Kirche besteht aus einem Turm aus romanischer Zeit sowie einem Kirchenschiff, welches in der Barockzeit angebaut wurde. Sie stand bereits seit den 1960er Jahren leer. In den 1990er Jahren wurde sie an verschiedene private Investoren verkauft und verfällt seither kontinuierlich. Angedacht ist eine Sanierung im Zuge der Revitalisierung der benachbarten Richterhöfe, die seit 2021 restauriert und zu Wohnungen ausgebaut werden. Im Sommer 2021 hat das Dach des Kirchenschiffes unter dem Druck von Wind und Witterung nach rund 310 Jahren letztlich nachgeben und ist am Turm im vorderen Drittel kollabiert.
Richterhöfe
Die Gebäude des einstigen Gutshofkomplexes „Richterhöfe“ wurden um 1843 errichtet und unter dem architektonischen Einfluss des Historismus um 1900 umgebaut. Nach jahrzehntelangem Verfall werden sie seit 2021 unter Berücksichtigung des Denkmalschutzes zur Wohnnutzung aufwendig saniert. Damit erhält Bisdorf einen elementaren Teil seines einstigen Dorfzentrums zurück.
Villa Dr. Haun und Gutspark
Auch ist der um die Jahrhundertwende (1898–1900) angelegte Gutspark von Martin Haun geschützt. Der Gutspark gehörte zur Villa von Martin Haun und bildete mit ihr einen landschaftsgestalterischen Gesamtkomplex. Die Villa – ein Geschenk des Zuckerfabrikanten Ernst Adolf Schaeper (1831 bis 1905) für seine Tochter und dessen Ehemann Herrn Dr. Martin Haun – war ein herausragendes Beispiel für den Historismus-Baustil der damaligen Zeit, der sich nicht zuletzt an den großen Transatlantiklinern dieser Epoche orientierte. Für ein Privatgebäude außergewöhnlich groß war es zudem reich an Ornamenten und Schmuckelementen. Kleine Türme, Spitzbögen, Erker und Zinnen, die verwinkelt angebracht den Eindruck einer über viele Bauphasen gewachsenen Burg erzeugen sollten, ließen das Gebäude trotz seiner Größe leicht und verspielt wirken. Der Park wurde über die Rückseite durch eine große Freitreppe erschlossen, so dass Haus und Park eine ineinander übergehende Einheit bildeten. Auch im Inneren war das Gebäude hochwertig, um nicht zu sagen luxuriös ausgestattet. Exklusive Stoff- bzw. Seidentapeten schmückten die Wände, ein repräsentatives, zentrales Treppenhaus erschloss die zahlreichen Zimmerfluchten, während schwere Gobelins und eine Sammlung an seltenen ausgestopften Tierpräparaten den geradezu royalen Gesamteindruck des Hauses abrundeten. Auch deshalb wurde die Villa umgangssprachlich in Bisdorf und der Region nur als „das Schloss“ bezeichnet.
All dieser Glanz endete abrupt nach dem Ende des II. Weltkrieges. Im Zuge des Prozesses der Bodenreform in der damaligen Sowjetischen Besatzungszone (SBZ) wurden Villa und Park enteignet und einer neuen Verwendung zugeführt. Geblendet von vermeintlich fortschrittlicher kommunistischer Kulturideologie fand ein regelrechter Bildersturm im ehemaligen „Schloss“ statt. Parallel zum kaiserlichen Stadtschloss in Berlin, wurde auch dieser architektonisch herausragendste Bau Bisdorfs und Bornes trotz Protesten im Dorf und darüber hinaus, ein Opfer der neuen gesellschaftlichen Zeitrechnung unter den Vorzeichen des „Aufbaus des Sozialismus“ in (Mittel-)Deutschland. Die größten Teile der Inneneinrichtung wurden herausgerissen, das Äußere bis zur Unkenntlichkeit abgeschlagen bzw. vollständig zerstört, bis nur noch ein ästhetisches Neutrum übrig blieb, das nichts von der ursprünglichen Pracht des Gebäudes auch nur annähernd erahnen ließ.
Nach 1945 wurde es als Schulgebäude und seit 1991 als Kindertagesstätte genutzt. Die Kita befindet sich seit 2001 in Trägerschaft der Lebenshilfe Bördeland gGmbH.
Versuche nach der politischen Wende in der DDR 1989, zumindest Elemente des ursprünglichen Baus zu rekonstruieren bzw. wieder sichtbar zu machen, blieben rudimentär. Alles darüber Hinausgehende hätte die finanziellen Fähigkeiten der Gemeinde Borne überfordert.

## Bildung und Soziales
Historisch war es der Kantor, der nicht nur für die Kirchenmusik, sondern auch für die Schulbildung der Kinder seiner Gemeinde zuständig war. Für Bisdorf ist dies ab 1604 belegt, wenngleich die allgemeine Schulpflicht für alle Kinder erst ab 1717 in Preußen eingeführt wurde. In Bisdorf entwickelte sich dies sehr schwankend, auch weil die Qualifikation und Befähigung zum Unterrichten bei den hiesigen Kantoren nicht immer gegeben war. Hinzu kam der wirtschaftliche Druck, der dazu führte, dass Kinder vor allem zur Erntezeit eher auf dem Feld halfen, als in der Schule zu lernen.
1850 wird zusätzlich zur staatlichen Schule eine erste Privatschule errichtet, vermutlich durch Gutsbesitzer und Fabrikant Andreas Borchert aus Bisdorf. Die Schule bestand wohl bis 1860/61 für ca. 12-15 Kinder, die im Laufe der Zeit durch drei Lehrer unterrichtet wurden. Eine zweite Privatschule in Bisdorf wurde dann 1898 eingerichtet für ca. 8 Kinder im Alter zwischen 6 und 12 Jahren. Auch diese Schule bestand nur für kurze Zeit. Eine zweite staatliche Schule wurde 1871 errichtet.
Bereits im Zuge der Eingemeindung zu Borne 1937 wurde begonnen, die Bisdorfer und Bornschen Kinder gemeinsam in einer Schule zu unterrichten. Schon seit Beginn des II. Weltkrieges, dann durch die hohe Zahl an Flüchtlingen und vor allem an Vertriebenen aus den deutschen Gebieten östlich von Oder und Neiße, die in der Nachkriegszeit auch in Borne und Bisdorf angesiedelt wurden, führte zu einem signifikanten Anstieg der Schülerzahlen auf 340 im Jahr 1945. Darauf wurde auch baulich reagiert und die Villa von Dr. Martin Haun nach zweijährigem, rabiaten Umbau 1952 als Schule mit Hort und Kindergarten eröffnet. Noch bis 2003 wurden dann zumindest Grundschulklassen mit ca. 50 Kindern in Bisdorf unterrichtet.
Köppersches Schullegat

1790, acht Jahre vor seinem Tod, richtete der Senior und Magister am Sebastianstift, ehemaliger Kgl. Kriegsrat in Berlin Carl Friedrich Köppen für die Gemeinde Bisdorf ein Schullegat ein. Köppen starb am 12. Juli 1798, aber das Geld kam nur zum Teil dem ursprünglichen Zweck zugute. So wurden ca. 29 Jungen und 31 Mädchen unterstützt. Doch bald wurde es für andere Zwecke entfremdet und bestand offenbar bis in die 1870er Jahre. Große Teile wurden vom St. Sebastian-Stift in Magdeburg für andere Zwecke verwendet.

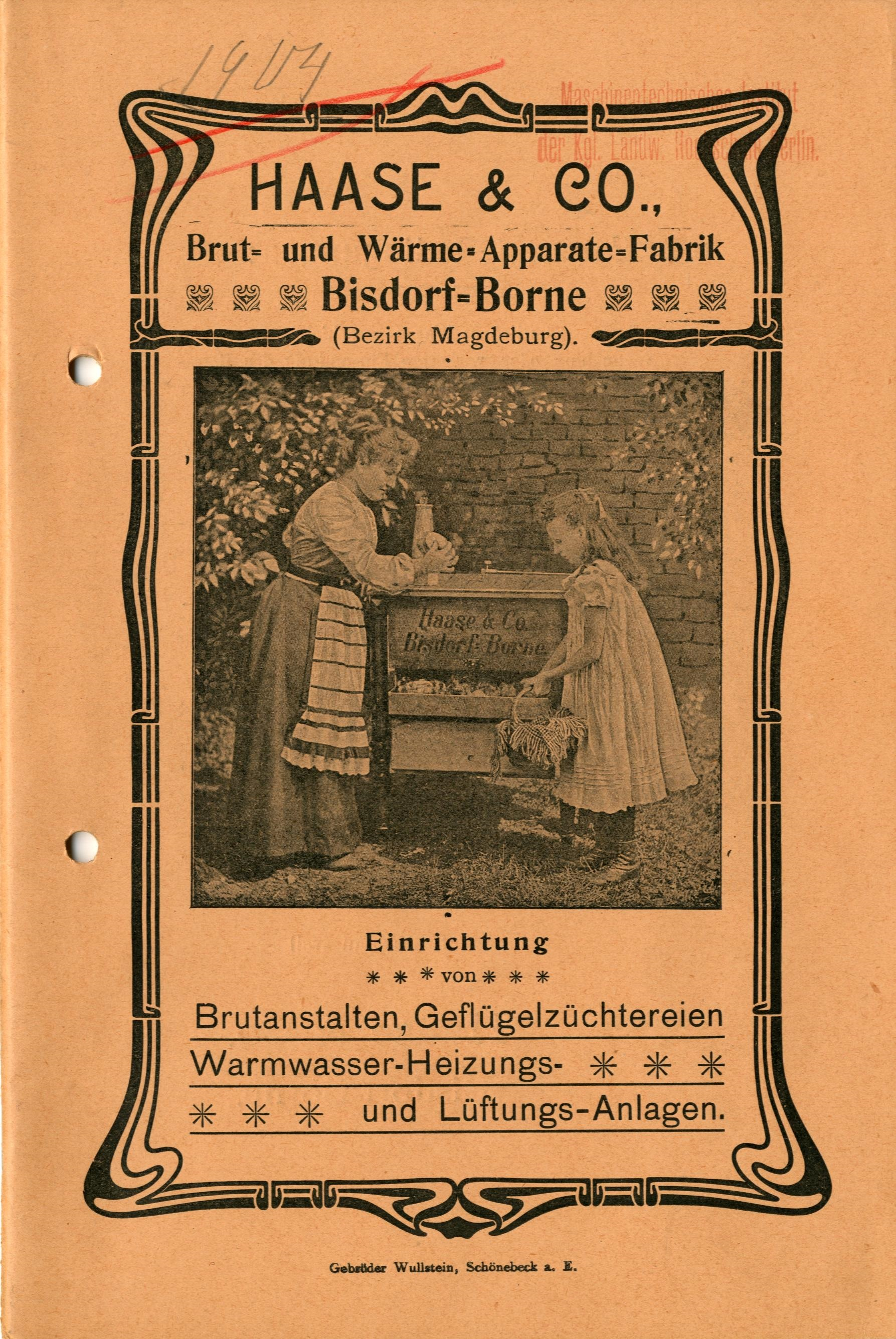
Werbeanzeige der Haase & Co. von 1904

Heute gibt es weder in Bisdorf noch in Borne eine Schule.
1880 Borschert´sche Stiftung zu Bisdorf
Bereits 1874 begannen die Vorbereitungen für die Borschert´sche Stiftung zum Gedenken an den Fabrikbesitzer Johann Andreas Jacob Borchert (* 20. Februar 1810, † 23. Juni 1879) aus Bisdorf. Es enthielt ein Stiftungsvermögen von 6.000 M, was einem ungefähren Wert von 50.000 € (Stand 2025) entsprach.
Ziel der Stiftung war es, Menschen in Bisdorf zu unterstützen, die nur vorübergehend bspw. durch Krankheit oder andere Unglücksfälle bedürftig wurden, um damit frühzeitig deren Verelendung zu verhindern. So konnten von dem ursprünglichen Stiftungsvermögen und den zu erwartenden Zinsen von 4 % jährlich, bis zu 8 Personen unterstützt werden. Allerdings brauchte diese Hilfe offenbar in Bisdorf bald niemand mehr. Der letzte Kapitalverwalter, Bäckermeister Stelmecke kündigte 1919 das Stiftungskapital, da es keine Nachfrage dazu mehr gab.

## Entwicklung von Bevölkerung und Wirtschaft
Die fruchtbare Magdeburger Börde war und ist Grundlage für eine starke landwirtschaftliche Entwicklung und damit verbundene oder nachgelagerte Gewerke, wie Mühlen, Milchverarbeitung, Fleischereien und Bäckereien. Zu nennen sind auch der Getreide-, Zwiebel-, Zichorien- und Zuckerrübenanbau sowie deren Verarbeitung, was im 19. Jahrhundert auch in Bisdorf Wohlstand generierte. Eine der Zuckerfabriken stand in Bisdorf, auf deren Areal später die Villa von Dr. Martin Haun errichtet wurde (s. u. bei Bauwerken). Im Zuge der Industrialisierung gab es auch zeitweilig eine Kalkbrennerei und vor allem gab es westlich des Dorfes zahlreiche Steinbrüche, aus denen die für die Region typischen Bruchsteine als Baustoff gewonnen wurden. Gasthöfe, aber auch Friseure und haushaltsnahe Dienstleistungen rundeten die eher lokale Wirtschaftsstruktur ab.
Brutapparate von Marie Haase und die Firma Haase & Co.
Eine technische Weiterentwicklung von Brutapparaten trieb Marie Haase aus Bisdorf voran. Sie ließ diese zunächst ab 1870 in Bisdorf auf ihrem Hof produzieren, seit 1889 firmiert der Betrieb als Haase & Co. Die Geräte fanden ihren Weg auch bis nach Deutsch-Südwestafrika (DSWA), dem heutigen Namibia. Eines befindet sich noch heute im Freilichtmuseum in Helmeringhausen, etwa 200 km nordöstlich von Lüderitz.
Ab 1916 wurde die Produktion durch Heinrich Wesemann am Standort Großsteinberg (Sachsen) bis 1966 fortgeführt.
Bevölkerungswachstum

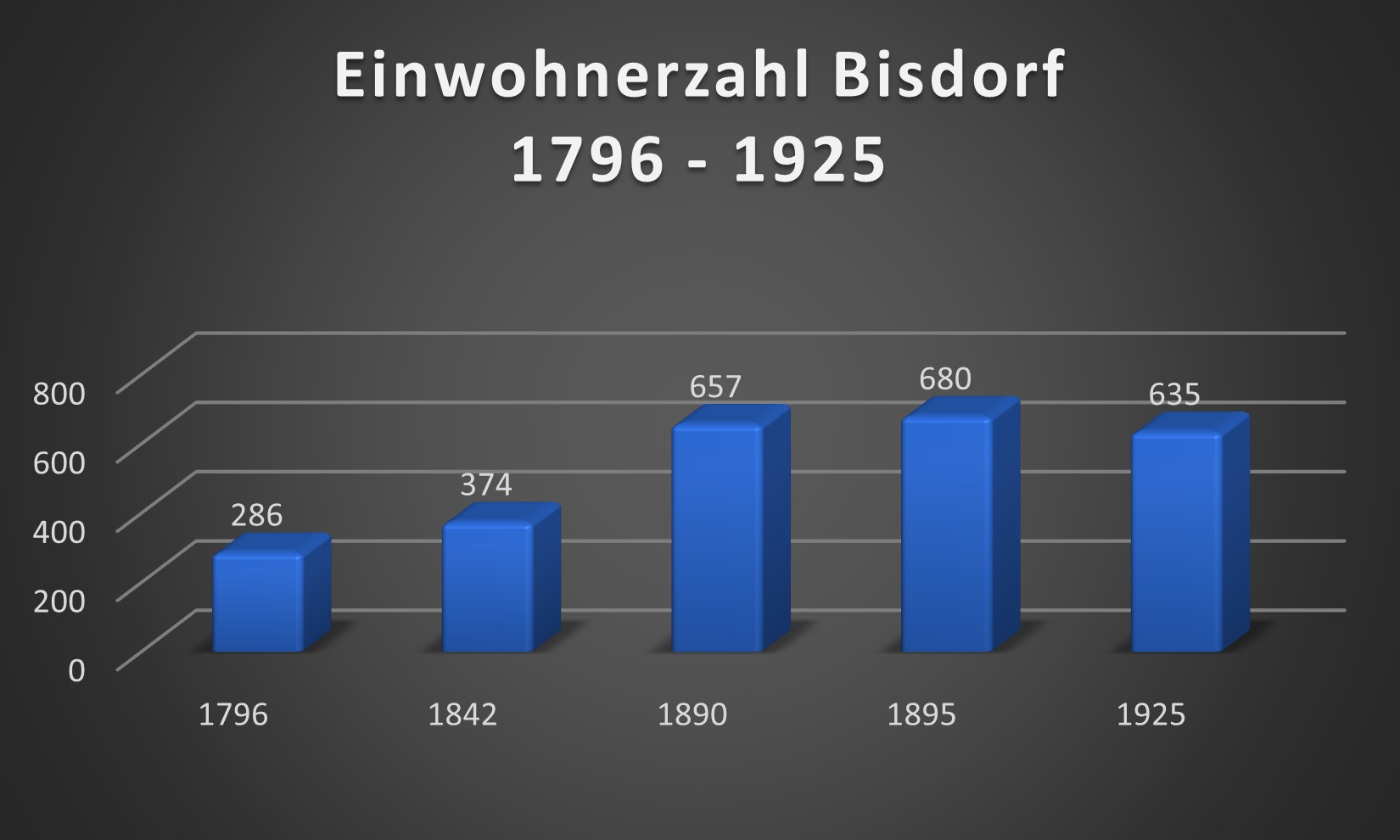
Bevölkerungsentwicklung Bisdorfs im Kreis Calbe s.S., eigene Darstellung, basierend auf historischen Quellen

Mit der wirtschaftlichen Entwicklung verdoppelte sich in den Jahren zwischen 1796 bis zur Eingemeindung Bisdorfs nach Borne im Jahr 1937 auch die Einwohnerzahl von 286 auf 635 (durch die Zusammenlegung mit Borne 1937 endeten auch gesonderte statistische Angaben für Bisdorf). Dabei wuchs die Bevölkerung in den Jahren zwischen 1842 und 1895 am stärksten, nämlich pro Jahr um durchschnittlich ca. 4,6 bis 5,9 Personen. Nach dem I. Weltkrieg ging die Zahl der Einwohner leicht zurück. Zum 31. Dezember 2024 wurden für Borne (mit OT Bisdorf zusammen) 1.149 Einwohner erfasst.
Auffällig ist der relativ hohe Anteil von Katholiken in Bisdorf, die 1880 einen Anteil von ca. 12 % ausmachten, im Vergleich dazu waren im gleichen Zeitraum im benachbarten Borne weniger als 1 % katholisch.

## Medizinische Versorgung
1846 nahm Christoph Heinrich Graßhof, Wundarzt II. Klasse seine Tätigkeit in Bisdorf auf. Zwei Jahre später lässt sich Candidat der Chirurgie und Medicin Wilhelm Weyl, approbierter Wundarzt erster Klasse, im Nachbarort Borne nieder.
Für die Zeit der 1850er Jahre ist auch eine Hebammenpraxis dokumentiert.